# Heilbad Heiligenstadt
Heilbad Heiligenstadt település Németországban, azon belül Türingiában. Lakosainak száma 17 260 fő (2023. december 31.).

## Népesség
A település népességének változása:
| Lakosok száma | 16 772 | 16 976 | 17 105 | 16 899 | 17 233 | 17 260 |
|               | 2015   | 2017   | 2019   | 2021   | 2022   | 2023   |